# Sarwasy
Sarwasy (biał. Сарвасы; ros. Сарвасы) – wieś na Białorusi, w obwodzie grodzieńskim, w rejonie mostowskim, w sielsowiecie Kuryłowicze, nad Szczarą.
W XIX w. Kozibór-Serwary. W dwudziestoleciu międzywojennym leżały w Polsce, w województwie nowogródzkim, w powiecie słonimskim, w gminie Kuryłowicze.